# College Park, Maryland
College Park är en stad i Prince George's County i delstaten Maryland, USA med 30 413 invånare (2010).